# Беттертон, Томас
Томас Патрик Беттертон (англ. Thomas Patrick Betterton; 1635[…], Лондон — 28 апреля 1710, Лондон) — английский актёр и театральный деятель. Лучший трагический актёр эпохи Реставрации.

## Ученик и актёр
Томас Беттертон был учеником Джона Холдена (англ. John Holden), издателя драматурга сэра Уильяма Давенанта и, возможно, позже у книготорговца и театрального деятеля Джона Родеса, который был хранителем гардероба в театре Блэкфрайарс. В 1659 году Родес получил лицензию на создание актёрской компании в Кокпит-театре на Друри-Лейн. После возобновления работы Кокпит-театра в 1660 году Беттертон в первый раз появился на сцене. Талант Беттертона сразу принёс ему известность, и вскоре он стал получать ведущие роли.
В 1660 году Давенант при помощи принца Джеймса, герцога Йоркского, получил разрешение открыть в Линкольнс-Инн-Филдс новый театр, названный в честь попечителя «Герцогская компания». Открылся новый театр в 1661 году и Давенант как патентообладатель тут же привлёк Беттертона и всю компанию Родеса к постановке своей оперы «Осада Родоса». Беттертон, помимо того, что был любимцем публики, был высоко оценён и королём Карлом II, который отправил его в Париж, изучать как поставлено театральное дело во Франции. Согласно Колли Сибберу, Беттертон сразу после возвращения в Англию заменил гобелен на движущиеся сцены, став первым, кто это сделал в английском театре.
В 1662 году Беттертон женился на актрисе Мэри Сондерсон (умерла в 1712 году). Она начала свою профессиональную карьеру, сыграв несколько крупных женских ролей в пьесах Шекспира. Сондерсон и её муж Томас Беттертон вместе сыграли в постановке «Гамлета», в которой она играла Офелию, а Беттертон Гамлета. В то же время Сондерсон также была консультантом и партнёром своего мужа. В эпоху, когда профессия актёра пользовалась дурной славой и считалась неприличной, а актёров, как мужчин, так и женщин, общество нередко воспринимало как проституток, супруги Беттертоны по-прежнему считались респектабельными. Не случайно именно их пригласили обучать детей из королевской и благородных семей, чтобы осуществить придворную постановку маскарадной пьесы Джона Крауна «Калисто» (1671 год).
Внешне Беттертон был чуть выше среднего роста, спортивным, хотя и со склонностью к полноте. Его голос был скорее сильным, чем мелодичным, но использовал Томас его с величайшей ловкостью. Сэмюэл Пипс, Александр Поуп, Ричард Стил и Теофилусу Сибберу с похвалой отзывались о его действиях. Репертуар Беттертона включал большое количество шекспировских ролей, многие из которых были представлены в версиях, адаптированных Давентаном, Джоном Драйденом, Томасом Шедвеллом и Наумом Тейтом. Несмотря на то, что эти адаптированные версии не получили одобрения критиков, они не вредили репутации Беттертона, игра которого была высоко оценена. Помимо Гамлета, он также сыграл короля Лира вместе с Элизабет Барри в роли Корделии в модифицированной Тейтом версии шекспировского «Короля Лира». Беттертон и сам был автором нескольких адаптаций, которые были популярны в своё время.

## Актёр и директор
После смерти Давенанта в 1668 году Беттертон фактическим стал директором «Герцогской компании», а после слияния двух театральных компаний Лондона в 1682 году он стал руководителем новой Объединённой компании. В 1695 году ведущие актёры основали совместную театральную компанию в Линкольн-Инн-Филдс под руководством Беттертона. Новая компания открылась премьерой конгривовской комедии «Любовь за любовь» с участием всех звёзд, включая Беттертона в роли Валентайна и Энн Брасгердл в роли Анжелики. Но через несколько лет прибыль упала и Беттертон, страдавший от немощи и подагры, решил покинуть сцену. Его бенефис, когда он играл Валентайна в «Любви за любовь», принёс, как говорят, более £500 прибыли.
Карьера Беттертона охватывает не только период «Театра Реставрации», но и его высшую точку. В период времени, когда посещаемость театра стала падать, Беттертон, пытаясь возродить интерес публики, внедрил новые сценические машины в театре Дорсет-гарден, возродил некогда популярную трагикомедию «Пророчица», адаптировав её в оперу, представил французских певцов и танцоров. Он также построил первый постоянный театр, полностью оборудованный итальянской сценической техникой. Кроме того, Беттертон вложил собственные средства в реконструкцию площадки в Линкольнс-Инн-Филдс и строительство там нового театра, поэтому в дополнение к зарплате он также получал «арендную плату» за каждый сыгранный там спектакль. Беттертон работал со всеми наиболее значимыми драматургами своего времени и первым поколением английских актрис. Для второй половины XVII века большинство актёров, за исключением немногих, таких как Уильям Маунтфорд (англ. William Mountford), известного своей универсальностью, намеренно ограничивались определёнными типами персонажей. Однако у Беттертона было более 120 различных ролей разнообразных жанров, таких как героическая драма, комедия нравов, бытовая (джонсоновская) комедия, трагикомедии Фрэнсиса Бомонта и Джона Флетчера, трагедии, комедии и исторические хроники Шекспира. В возрасте семидесяти пяти лет сам Беттертон говорил, что «ещё учится быть актёром». Первой пособием по актёрскому мастерству, опубликованном на английском языке, стала книга «Жизнь мистера Томаса Беттертона» (англ. The Life of Mr Thomas Betterton), которая в основном представляла собой смесь отрывков из французских руководств по риторике и английских пьес.
Инновации Беттертона в декорациях и управлении театром, а также его вклад в театральное искусство оказали серьёзное влияние на формирование культуры английского театра.
Последний раз на сцену Беттертон вышел в 1710 году в возрасте 75 лет, сыграв Мелантия из «Трагедии девушки» Бомонта и Флетчера. Вскоре после этого Беттертон скончался и был похоронен в Вестминстерском аббатстве. Пятидесятилетняя карьера в качестве актёра, начавшаяся в 1660 году и завершившаяся да 1710 году, охватила почти всю вторую часть периода правления Стюартов. Смерть Томаса Беттертона знаменует окончание театрального поколения.